# 松井広志
松井 広志（まつい ひろし、1983年 - ）は、日本の社会学者、メディア研究者。2025年4月より、関西学院大学社会学部准教授。
メディア論や社会学の立場から、模型やゲームといった対象を研究している。
2015年より「多元化するゲーム文化研究会」を主宰する。
なお、同姓同名の研究者に東北大学大学院理学研究科准教授がいるが、専門は物理学の別人。

## 来歴
神戸大学文学部西洋史学専修卒業。大阪市立大学大学院文学研究科後期博士修士課程単位取得退学。博士（文学、大阪市立大学）。
大阪市立大学都市文化研究センター研究員、関西大学・大阪国際大学・桃山学院大学非常勤講師などを経て、2016年から愛知淑徳大学で教鞭を取った。ゼミのテーマは「メディアとポピュラー文化の社会学」。

## 人物
育った大阪の家には離れの物置空間があり、「世の中には自分の知らないものが存在している」と実感できる場所であった。そうした経験から、物事を探究するときには、人とのつながりをはぐくむきっかけや開放性と、他との交わりを断って内にこもるような秘密を持てる閉鎖性の両方が重要だという。
小学生の頃からプラモデルやゲームが好きで、その体験は研究の原型となっている。さまざまな「モノ」への関心は強く、手書きの際は万年筆を使用している。

## 著書
- 『模型のメディア論：時空間を媒介する「モノ」』（青弓社） 2017年[1]

### 共編
- 『いろいろあるコミュニケーションの社会学』（有田亘共編、北樹出版） 2018年[9]
- 『ポスト情報メディア論』（岡本健共編、ナカニシヤ出版） 2018年
- 『多元化するゲーム文化と社会』（井口貴紀, 大石真澄, 秦美香子共編、ニューゲームズオーダー） 2019年
- 『ソーシャルメディア・スタディーズ』（岡本健共編、北樹出版） 2021年
- 『楽しみの技法 : 趣味実践の社会学』（秋谷直矩, 團康晃共編、ナカニシヤ出版） 2021年
- 『ゆるレポ : 卒論・レポートに役立つ「現代社会」と「メディア・コンテンツ」に関する40の研究』（岡本健, 松本健太郎共編、人文書院） 2021年